# Begonia fusicarpa
Espèce
Begonia fusicarpa est une espèce de plantes de la famille des Begoniaceae.
L'espèce fait partie de la section Tetraphila.
Elle a été décrite en 1954 par Edgar Irmscher (1887-1968).

## Répartition géographique
Cette espèce est originaire de Libéria.